# Lijst van politieke partijen in Denemarken
Dit is een lijst van politieke partijen in Denemarken. Denemarken kent een meerpartijenstelsel waarbij er sinds lang drie grote partijen zijn en een vijftal kleinere partijen met vertegenwoordigers in de Folketing. Denemarken heeft een lange traditie van coalitieregeringen; sinds 1901 was er geen partij meer die de meerderheid van de zetels had in het parlement.
Het ministerie van Sociale Zaken registreert en bekrachtigt de namen van de politieke partijen. Partijen die nationaal deelnemen krijgen eveneens een officiële letter waarmee ze op de kieslijsten staan. 

## Partijen die na 2001 in de Folketing zetel(d)en
| Logo             | Partij                      | Afkorting  | Ideologie               | Zetels (op 01/02/2023) | Zetels (op 01/02/2023) | Zetels (op 01/02/2023) | Voorzit(s)ter                        | Ledenaantal (in 2021) |            |            |            |
| Logo             | Partij                      | Afkorting  | Ideologie               | Gemeenteraden          | Folketing              | EP                     | Voorzit(s)ter                        | Ledenaantal (in 2021) |            |            |            |
| Logo             | Partij                      | Afkorting  | Ideologie               | 2.436                  | 179                    | 14                     | Voorzit(s)ter                        | Ledenaantal (in 2021) |            |            |            |
| blauw blok       | blauw blok                  | blauw blok | blauw blok              | blauw blok             | blauw blok             | blauw blok             | blauw blok                           | blauw blok            | blauw blok | blauw blok | blauw blok |
| ---------------- | --------------------------- | ---------- | ----------------------- | ---------------------- | ---------------------- | ---------------------- | ------------------------------------ | --------------------- | ---------- | ---------- | ---------- |
|                  | Venstre                     | V          | rechts-liberaal         | 619                    | 23                     | 4                      | Jakob Ellemann-Jensen                | 29.360                |            |            |            |
|                  | Dansk Folkeparti            | O          | nationaal-conservatisme | 79                     | 7                      | 1                      | Morten Messerschmidt                 | 10.596                |            |            |            |
|                  | Liberal Alliance            | I          | liberalisme             | 9                      | 14                     | 0                      | Alex Vanopslagh                      | 4.200                 |            |            |            |
|                  | Det Konservative Folkeparti | C          | liberalisme             | 404                    | 10                     | 1                      | vacant                               | 12.257                |            |            |            |
|                  | Danmarksdemokraterne        | Æ          | rechts-populisme        | 9                      | 14                     | 0                      | Inger Støjberg                       |                       |            |            |            |
|                  | Kristendemokraterne         | K          | christendemocratie      | 12                     | 0                      | 0                      | Henrik Hjortshøj en Jesper Housgaard | 11.812                |            |            |            |
| rood blok        |                             |            |                         |                        |                        |                        |                                      |                       |            |            |            |
|                  | Socialdemokraterne          | A          | sociaaldemocratie       | 752                    | 50                     | 3                      | Mette Frederiksen                    | 35.470                |            |            |            |
|                  | Enhedslisten                | Ø          | socialisme              | 114                    | 9                      | 1                      | Mai Villadsen                        | 9.398                 |            |            |            |
|                  | Radikale Venstre            | B          | sociaalliberalisme      | 95                     | 7                      | 2                      | Martin Lidegaard                     | 6.872                 |            |            |            |
|                  | Socialistik Folkeparti      | F          | populair socialisme     | 167                    | 15                     | 2                      | Pia Olsen Dyhr                       | 9.206                 |            |            |            |
| overige partijen |                             |            |                         |                        |                        |                        |                                      |                       |            |            |            |
|                  | Moderaterne                 | M          | liberalisme             | 0                      | 16                     | 0                      | Lars Løkke Rasmussen                 |                       |            |            |            |
|                  | Alternativet                | Å          | groene politiek         | 5                      | 6                      | 0                      | Franciska Rosenkilde                 | 2.998                 |            |            |            |
|                  | Nye Borgerlige              | D          | nationaal-conservatisme | 63                     | 4                      | 0                      | Lars Boje Mathiesen                  | 18.000                |            |            |            |
|                  | Frie Grønne                 | Q          | groene politiek         | 0                      | 0                      | 0                      | Sikandar Siddique                    |                       |            |            |            |

## Partijen die na 2001 niet meer in de Folketing zetelden
| Logo | Partij                       | Afkorting | Ideologie     | Voorzit(s)ter          | Ledenaantal | Laatst aanwezig in het parlement |
| ---- | ---------------------------- | --------- | ------------- | ---------------------- | ----------- | -------------------------------- |
|      | Danmarks Kommunistiske Parti | K         | communistisch | Henrik Stamer Hedin    | < 160       | 1979                             |
|      | Retsforbundet                | E         | Geoïsme       | collectief leiderschap |             | 1981                             |
|      | Dansk Samling                | R         | Nationalisme  | Morten Uhrskov Jensen  |             | 1947                             |
|      | Slesvigsk Parti              | S         |               | Carsten Leth Schmidt   |             | 1964                             |
|      | De Uafhængige                | U         | liberaal      |                        |             | 1966                             |
|      | Fremskridtspartiet           | Z         | Minarchisme   | Niels Højland          | 434         | 1999                             |

## Ontbonden politieke partijen
| Logo | Partij                                       | Afkorting | Ideologie           | Oprichter                | Periode     |
| ---- | -------------------------------------------- | --------- | ------------------- | ------------------------ | ----------- |
|      | Erhvervspartiet                              |           |                     |                          | 1918 – 1924 |
|      | Danmarks Nationalsocialistiske Arbejderparti | N         | Nationaalsocialisme | Cay Lembcke              | 1933 – 1945 |
|      | Bondepartiet                                 | F         | Nationaalsocialisme | Valdemar Thomsen         | 1934 – 1945 |
|      | Liberalt Centrum                             | L         | centrum-partij      | Thorkil Kristensen       | 1965 – 1969 |
|      | Venstresocialisterne                         | Y         | marxistisch         | 4 parlementsleden van SF | 1967 – 2013 |
|      | Centrum-Demokraterne                         | D         | centrum-partij      | Erhard Jakobsen          | 1973 – 2008 |